# ホタル (スピッツの曲)
「ホタル」は、日本のロックバンド・スピッツの楽曲。2000年4月26日にポリドールより通算21作目のシングルとして発売。

## 概要
ベストアルバム『RECYCLE Greatest Hits of SPITZ』（1999年）発売後、初のシングル。オリジナル新作としては、1999年1月1日発売の『99ep』以来1年3ヶ月ぶり、前作「流れ星」からおよそ1年ぶり。このシングルより、8cm盤から12cmマキシシングル盤となった。
当時Scudelia Electroのメンバーだった石田小吉（現・石田ショーキチ）をプロデューサーに、同ユニットメンバーの寺田康彦をエンジニアに迎えてレコーディング。9thアルバム『ハヤブサ』の先行シングルとなった。楽曲の原型は1999年には既に出来上がっていたものの、当時のスピッツはロック志向が強く、このようなポップな曲を出すことにさほど乗り気ではなかったが、石田小吉がシングルとして出すことを強く勧めたため、レコーディングに至った。カップリングには1999年秋にレコーディングされたセルフプロデュース作品「ムーンライト」「春夏ロケット」の2曲をLAマスタリング音源で収録。「春夏ロケット」はレコーディングもLA（ミックスはマイアミ）で行なわれている。
同年10月に、ABCテレビのオープニングに使用された。

## 収録曲
全曲 作詞、作曲／草野正宗
1. ホタル（編曲／スピッツ&石田小吉）
収録アルバム：『ハヤブサ』、『CYCLE HIT 1997-2005 Spitz Complete Single Collection』
2. ムーンライト（編曲／スピッツ）
シェイカーの音は打ち込みである[1]。
1998年頃から存在していたが、草野のデモを基に現在のスピッツでは上手く演奏できないため当時のレコーディングは保留となった[1]。
収録アルバム：『色色衣』
3. 春夏ロケット（編曲／スピッツ）
ロサンゼルスのスタジオで借りたホロウボディのギブソン・レスポールを用いてレコーディングされている[1]。
収録アルバム：『色色衣』

## 参加ミュージシャン
ホタル
- 草野マサムネ - Vocals, Harmonica
- 三輪テツヤ - Guitars
- 田村明浩 - Bass Guitar
- 﨑山龍男 - Drums
- 石田小吉 - Synthesizer, Programming

ムーンライト
- 草野マサムネ - Vocals, Guitars
- 三輪テツヤ - Guitars
- 田村明浩 - Bass Guitar
- 﨑山龍男 - Drums

春夏ロケット
- 草野マサムネ - Vocals
- 三輪テツヤ - Guitars
- 田村明浩 - Bass Guitar
- 﨑山龍男 - Drums

## カヴァー

### ホタル
- nano.RIPE （2015年、アルバム『七色眼鏡のヒミツ』収録）